# Dąb Sokół
Dąb Sokół – dąb szypułkowy rosnący we wsi Giewartów, w gminie Ostrowite, w powiecie słupeckim nad Jeziorem Powidzkim. 
Zasadzony został w XIII wieku (źródło: tablica informacyjna znajdująca się przy drzewie) w parku dworskim w Giewartowie. Dąb ten wraz z innymi elementami fauny i flory znajdującymi się w parku objęte zostały ochroną przez Powidzki Park Krajobrazowy. Jest najokazalszym i najwyższym drzewem w giewartowskim parku. 
Nazwa Sokół nadana została przez polonię francuską przebywającą w pałacyku na terenie Giewartowa. 
Przed dębem umieszczona jest tablica informacyjna.
Wymiary:
- Obwód: 700 cm[1]
- Wysokość: 19 m
- Średnica: 223 cm[1]